# Els diaris de Turner
Els Diaris de Turner és una novel·la que fou escrita en 1978 per William Luther Pierce (el líder de l'organització suprematista blanca Aliança Nacional) sota el pseudònim d'Andrew Macdonald. Els Diaris Turner descriuen una violenta revolució als Estats Units la qual porta a la derrota del govern federal dels Estats Units, i finalment a l'extermini de tota la població jueva i no-blanca, deixant una població total als Estats Units de 50 milions de persones àries.
La novel·la va ser al principi només distribuïda per correu i en fires d'armes als Estats Units, va ser emesa una sèrie per les publicacions de l'Aliança Nacional. La novel·la està ara disponible per a la venda en diverses llibreries dels Estats Units, o gratuïtament a les pàgines web de grups suprematistes blancs. En l'any 2000 es va reportar que s'han venut prop de 500.000 còpies des de 1978. La novel·la ha estat associada a múltiples fets violents, el més notable és l'Atemptat d'Oklahoma City en 1995.